# Miró der Ältere
Miró der Ältere, in dynastischer Kontinuität auch Miró I. genannt (katalanisch Miró el Vell; † 896), war ein Graf von Conflent und Rosselló aus dem Haus Barcelona. Er war einer der Söhne von Sunifred I. und ein jüngerer Bruder Wilfrieds I. des Haarigen, dem Begründer der katalanischen Herrscherdynastie.
Zusammen mit seinem Bruder übernahm Miró ab dem Jahr 870 die Kontrolle über die meisten der Grafschaften der spanischen Mark, wobei er sich spätestens 873 in Conflent etablieren konnte. Hier hatte er am 23. September dieses Jahres mit seinem Bruder die Abtei Santa Maria de Formiguera gegründet. Wohl nach dem Sturz des Bernhard von Gothien konnte er auch das Roussillon (katalanisch Rosselló) übernehmen. Auf diese Gebiete hatte er offenbar einen erbrechtlichen Anspruch erheben können, da er in einer Urkunde aus dem Jahr 879 als Nachfolger seines Großvaters Bello von Carcassonne genannt wird, der wahrscheinlich der Vater seiner Mutter war. Jedenfalls erhielt Miró die Anerkennung des Königs Karl des Kahlen, der ihm 871, vermutlich auf der Synode von Douzy, die erbliche Schutzherrschaft über die Abtei Sant Miquel de Cuixà übertrug.
Bei seinem Tod wurde Conflent von seinem Bruder Wilfried oder direkt von dessen Sohn Miró dem Jüngeren übernommen. Rosselló hingegen fiel an die Grafenfamilie von Empúries, bei denen es sich vermutlich um Cousins der Belloniden-Sippe handelte. Die 916 genannte Frau von Graf Bencion von Empúries namens Gotlana war vermutlich eine Tochter Mirós.